# Grafmonument van Hubert van den Bergh
Het grafmonument van Hubert van den Bergh is een vroeg-20e-eeuws grafmonument op de begraafplaats bij de Sint-Lambertuskerk in de Nederlandse plaats Veghel.

## Achtergrond
De bierbrouwer Hubert van den Bergh (1854-1906) werd geboren in Veghel als zoon van dr. Henricus Philippus van den Bergh (1812-1889) en Anna Maria Sassen (1816-1887). Na zijn overlijden werd door de firma N. Glaudemans en Zn. uit Den Bosch een neoclassicistisch monument gemaakt, dat wordt bekroond door een engel. Nicolaas Glaudemans had eerder het grafmonument van moeder Van den Bergh-Sassen (1887) gemaakt. In Huberts graf werden nog zijn broer (1926) en twee zusters (1911) bijgezet. 

## Beschrijving

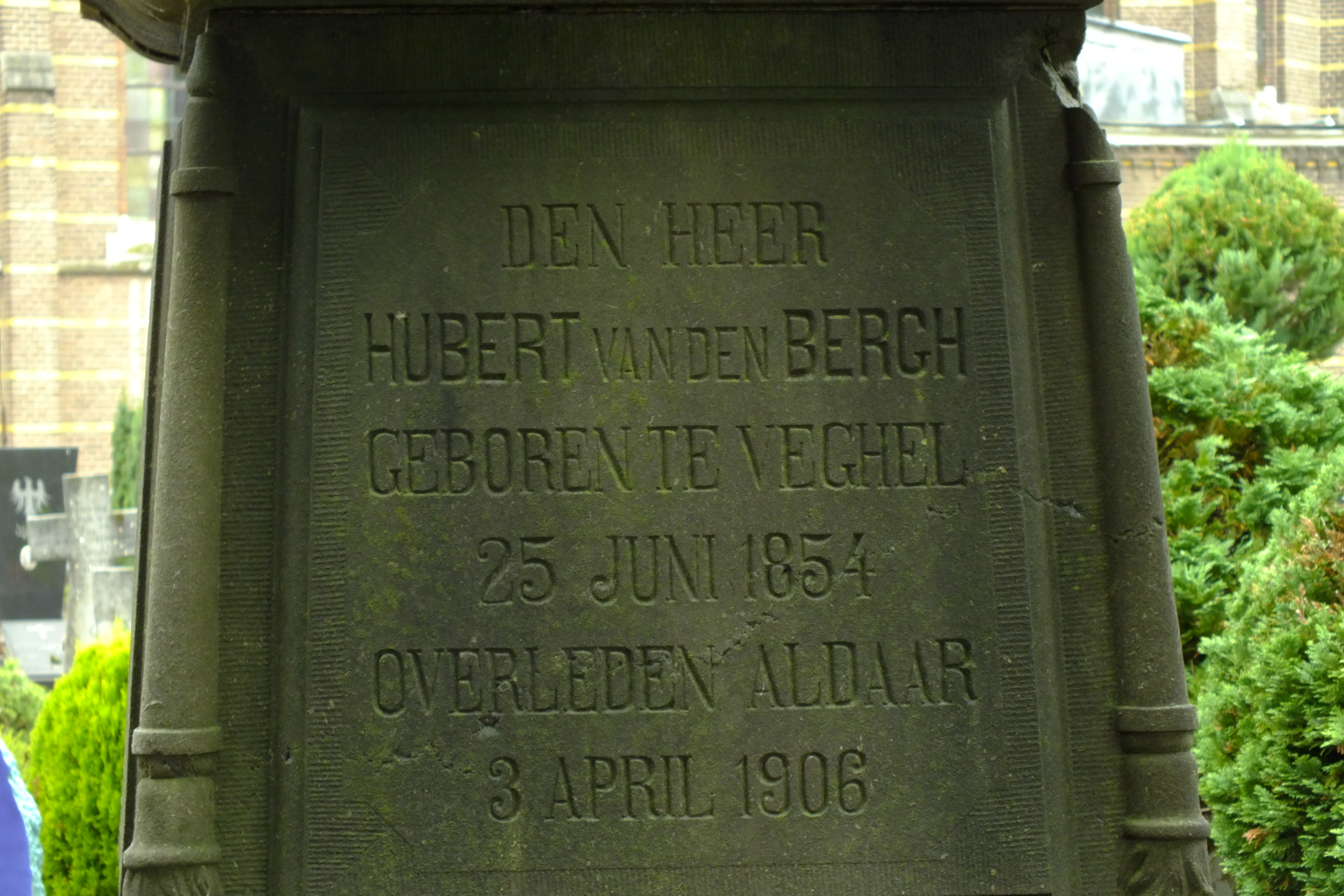
opschrift

Het grafmonument bestaat uit een rechthoekige graftombe. Op het licht geknikte deksel is in het midden in hoog-reliëf een kruis is aangebracht. Het deksel is versierd met gestileerde lelietakken en engelenkoppen in laag-reliëf. De opstand achter de tombe heeft op de hoeken omgekeerde brandende toortsen. Bovenop staat een anderhalf meter hoge, marmeren engel die een kruis omklemt. In de voet van het beeld staat "N. Glaudemans en Zn."
Inscripties op de opstand vermelden de namen en levensdata van Arnoldus Hubertus Johannes (Hubert) van den Bergh (1854-1906) en Josephus Johannes Aloysius (Josephus) van den Bergh (1857-1926). Op het deksel worden aan weerszijden van het kruis hun zusters Maria Wilhelmina Hendrica (Maria) van den Bergh (1842-1911) en Maria Elisabeth Francisca (Betsy) van den Bergh (1845-1911) vermeld.

## Waardering
Het grafmonument werd in 2002 als rijksmonument in het Monumentenregister opgenomen, vanwege de "cultuurhistorische waarde als uitdrukking van een geestelijke ontwikkeling, namelijk de manifestatie van de katholieke graf- en devotiecultuur. Het heeft architectuurhistorische en kunsthistorische waarde wegens materiaalgebruik, ornamentiek en vormgeving."